# NGC 5159
NGC 5159 este o galaxie spirală situată în constelația Fecioara. A fost descoperită în 30 aprilie 1864 de către Albert Marth. Se află la o distanță de 80,54 de megaparseci de Pământ.